# Punk metal
Il punk metal (chiamato anche crossover thrash) è un genere musicale nato nella prima metà degli anni ottanta negli Stati Uniti, dato dalla fusione di elementi hardcore punk e speed/thrash metal. Questo genere è quindi compreso nel contesto del crossover, essendo composto da diversi stili di derivazione. Tra primi gruppi, e i più rappresentativi di questo filone musicale vanno citati Dirty Rotten Imbeciles (D.R.I.), Suicidal Tendencies e Corrosion of Conformity (C.O.C.).

## Storia

### Origini
L'unione tra punk rock ed heavy metal non fu un'idea originale o casuale, ma anzi sembrò naturale, visto che entrambi gli stili condividevano un gusto per velocità e violenza e si fondavano sull'aggressività sonora. In realtà le prime mescolanze avevano già iniziato a manifestarsi verso la metà degli anni settanta, con l'esordio dei Motörhead; la loro particolarità fu quella di incorporare nell'heavy metal la velocità del punk rock riuscendo a fare da ponte tra i due generi e quindi trovando consensi anche tra i punk. Comunque in un primo momento le due culture potevano essere viste come rivali, visto che il punk aveva "rubato" la popolarità del metal durante la sua esplosione avvenuta nella seconda metà degli anni settanta.
Ad ogni modo, un'ulteriore prova di questa vicinanza fu l'avvento della NWOBHM; si ritenne infatti che il punk rock avesse influenzato parte di questa nuova ondata di heavy metal sorta alla fine degli anni settanta in Gran Bretagna. Ciò che però segnò veramente l'incontro tra le due correnti fu la nascita dello speed e thrash metal durante i primi anni ottanta in California, Stati Uniti. Infatti questa corrente era nata sotto l'influenza dell'emergente hardcore punk, una nuova variante estrema del punk rock. Ciò che lo speed/thrash prese in prestito dall'hardcore, erano i tempi veloci e ribelli, ma anche l'attitudine "Do It Yourself". Non a caso, gli stessi Motörhead vennero citati come un gruppo seminale per la creazione dello speed e del thrash, ma anche un'importante ispirazione per i gruppi hardcore. L'unione tra la musica heavy metal (in particolare lo speed/thrash) e punk rock (in particolare l'hardcore), era stata favorita dal fatto che entrambe le scene musicali avevano trovato un ampio sviluppo in contemporanea e nella stessa area, ovvero nella Los Angeles dei primi anni ottanta.
In realtà nei primi anni del decennio già alcuni esponenti dell'hardcore punk britannico iniziarono ad introdurre elementi di heavy metal nella propria musica, ispirati dall'ondata NWOBHM, ed in particolare proprio dai Motörhead. Non a caso, queste band inglesi saranno poi citate come fonte di ispirazione da diversi gruppi speed/thrash. Tra i porta bandiera della corrente britannica figuravano i GBH, The Exploited, Discharge, Broken Bones: i primi tre, già verso il 1982 pubblicarono del materiale che mescolava le sonorità hardcore con influenze di derivazione heavy metal, anticipando di poco sia i gruppi speed/thrash, che i veri e propri gruppi punk metal statunitensi.

### La nascita
Questi eventi portarono alla nascita del punk metal, genere che univa l'hardcore punk con lo speed/thrash (genere già di per sé ispirato dall'hardcore). Questo fenomeno di unione era destinato a verificarsi e a crescere sempre di più, favorito anche dall'avvicinamento tra i rispettivi fan dei due stili ai concerti di gruppi come Slayer. Le influenze di questi gruppi potevano essere riscontrate in diverse band hardcore come Black Flag, T.S.O.L., Dead Kennedys, Misfits e Minor Threat, e gruppi speed/thrash come Slayer e Metallica. Le band punk metal coniugavano la precisione e la velocità del thrash con la rudezza ed il malcontento del punk: questi gruppi presentavano generalmente una tecnica più sviluppata rispetto ai comuni gruppi hardcore, ma i loro riff non erano così complessi se paragonati a quelli delle band thrash metal, come anche le strutture musicali risultavano più semplici e dirette. Specialmente nel primo periodo, il punk metal americano dimostrò una certa affinità con la scena skate punk; tra i gruppi punk metal parte di questa particolare corrente vanno riconosciuti i The Adolescents, D.R.I., Gang Green, Sick of It All, o Suicidal Tendencies. Tuttavia il genere si spostò gradualmente verso un pubblico heavy metal. 
(Dave Miranda, batterista dei Ludichrist)
Tra le formazioni più rappresentative del punk metal spiccavano i Suicidal Tendencies di Los Angeles, per i quali si può riconoscere il loro debutto omonimo del 1983 come uno dei primi esempi del genere, nonché uno dei più rilevanti. L'esplosione del punk metal avvenne attorno al 1985, quando gruppi come Corrosion of Conformity (C.O.C.) e Dirty Rotten Imbeciles (D.R.I.), pubblicarono rispettivamente gli album Animosity e Dealing with It. Sul versante della east coast, furono i newyorkesi Agnostic Front, ad aprire la strada al genere, in particolare con l'album Cause for Alarm (1986), considerato da molti come l'album crossover definitivo. Ma da New York provenivano gli altrettanto importanti Ludichrist, che esordirono nello stesso '86 con l'album Immaculate Deception, e i Cro-Mags con The Age of Quarrel (1986). Un altro gruppo seminale spesso sottovalutato furono i Clown Alley di San Francisco, con l'album Circus of Chaos (1986).

### Anni novanta
All'inizio degli anni novanta, molti dei gruppi punk metal sopravvissuti iniziarono a spostarsi su territori che verranno poi riconosciuti come alternative metal; i Corrosion of Conformity ad esempio, iniziarono a mescolare lo stile classico dei Black Sabbath con il grunge, mentre i Suicidal Tendencies sperimentarono nuovi stili dall'unione tra alternative rock e funk metal. Il loro frontman Mike Muir fondò un gruppo dall'unione con l'ex batterista dei Jane's Addiction, Stephen Perkins, gli Infectious Grooves, proprio sullo stile funk metal. Anche gli ex membri dei Ludichrist Tommy Christ e Glen Cummings, dopo lo scioglimento della band, fondarono un nuovo gruppo orientato sul funk metal e rap metal chiamato Scatterbrain.
Parallelamente, proprio i gruppi newyorkesi come gli Agnostic Front diedero origine ad una nuova variante del punk metal, che prese il nome di metalcore. Questo rappresentava essenzialmente l'erede del punk metal anni ottanta, poiché fondeva l'hardcore con il thrash, ma era più legato all'hardcore di New York e trovò lo sviluppo a partire dai primi anni novanta.